# كستم

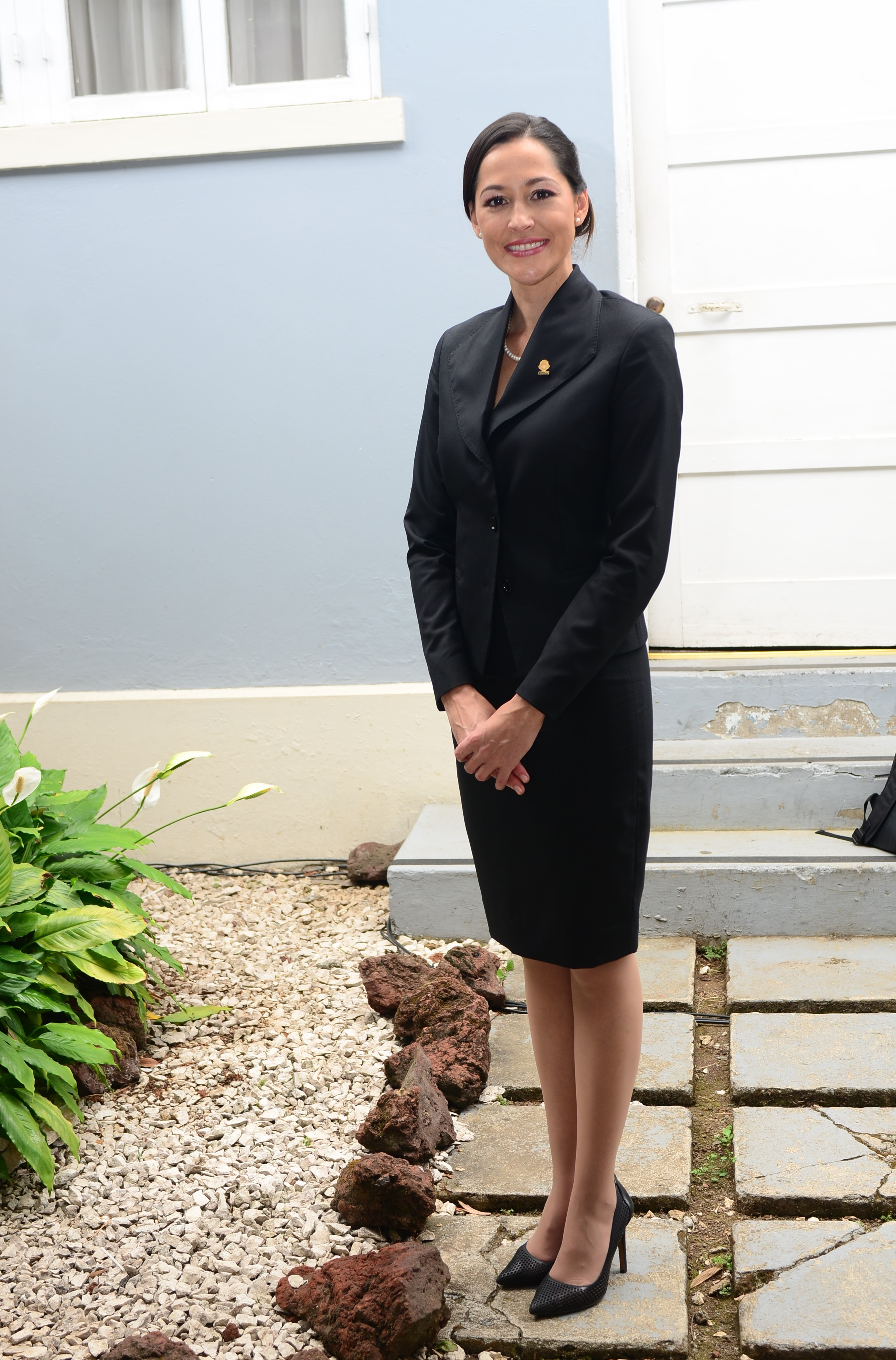
النائبة الكُستريكيّة ماريا بالكستم الأسود عام 2018

الكَستَم أو البذلة المُفصَّلة أو الحلة النسوية في الأزياء النسائية هو طقم نسائي مؤلف من سترة وتنورة.